# Edward Kosibowicz
Edward Kosibowicz (ur. 13 grudnia 1895 w Nowym Sączu, zm. 2 sierpnia 1944 w Warszawie) – polski duchowny katolicki, jezuita, aktywny kaznodzieja, współpracownik wielu pism katolickich, w latach 1936–1944 przełożony klasztoru jezuitów na warszawskim Mokotowie. Zamordowany przez Niemców w drugim dniu powstania warszawskiego.

## Życiorys

### Kapłaństwo
Nowicjat w zakonie jezuitów rozpoczął 1 września 1909 w Starej Wsi. Święcenia kapłańskie przyjął 24 sierpnia 1923 w Ore Place (Wielka Brytania) z rąk biskupa Piotra Olmigo. W Anglii odbywał studia teologiczne w latach 1920–1924, natomiast w Belgii studiował historię porównawczą w okresie od 1925 do 1928
Począwszy od 1924 był współpracownikiem jezuickiego „Przeglądu Powszechnego”. W latach 1929–1936 był redaktorem miesięcznika „Sodalis Marianus" oraz czasopisma „Wiara i Życie”. Jednocześnie prowadził wykłady na Wydziale Filozoficznym Jezuitów w Krakowie oraz kierował licznymi Sodalicjami Mariańskimi i ściśle współpracował z Akcją Katolicką. Uchodził za utalentowanego kaznodzieję. Zarówno przez kontakty bezpośrednie, jak przez swą publicystykę starał się w szczególności oddziaływać na młodzież inteligencką.
Po otwarciu Domu Pisarzy Towarzystwa Jezusowego na warszawskim Mokotowie (1936) Kosibowicz został jego pierwszym przełożonym. Powierzono mu ponadto funkcję dyrektora Wydawnictwa Księży Jezuitów.
W latach 1936–1939 pełnił także funkcję redaktora naczelnego „Przeglądu Powszechnego”. Ostro występował przeciw Tadeuszowi Boyowi-Żeleńskiemu, Emilowi Zegadłowiczowi oraz innym przedstawicielom inteligenckiej lewicy. W swojej publicystyce prezentował jednoznacznie antykomunistyczne poglądy. Sceptycznie oceniał jednocześnie ideę budowy wspólnego antykomunistycznego frontu pod patronatem nazistowskich Niemiec, czy faszystowskich Włoch (byłoby to jego zdaniem „wypędzanie diabła Belzebubem”). Jedynie katolicyzm stanowił jego zdaniem wystarczająco silną ideę zdolną pokonać międzynarodowy komunizm.

### Działalność w latach okupacji
W 1939 mianowany kanclerzem czasu wojny Ordynariatu Polowego, z racji szybkiego przebiegu kampanii wrześniowej nigdy tej funkcji nie pełnił.
W latach okupacji niemieckiej pozostawał przełożonym klasztoru jezuitów na warszawskim Mokotowie. Na różnych odcinkach współpracował z Polskim Państwem Podziemnym. Na potrzeby prasy konspiracyjnej zaryzykował wydanie papieru drukowego z zapieczętowanego przez Niemców magazynu. Pod jego patronatem prowadzono w każdą niedzielę tajne wykłady z etyki dla młodych  lekarzy. Zorganizował w Warszawie studium teologii dla kleryków jezuickich i wykładał teologię dogmatyczną. W okresie okupacji jego mównica była jedną z nielicznych katedr jawnego nauczania o charakterze ogólnokształcącym.

### Śmierć

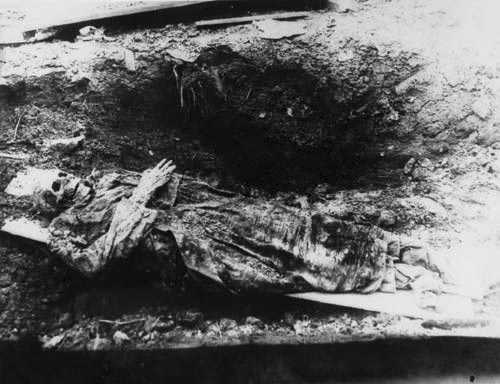
Ciało księdza Kosibowicza ekshumowane w 1945.

W pierwszym dniu powstania warszawskiego klasztor jezuitów przy ulicy Rakowieckiej nie został objęty walkami, lecz w związku z trwającą na ulicy strzelaniną w klasztorze schroniło się kilkunastu cywilów, którym wybuch starć uniemożliwił powrót do domów.
Spokój nie trwał jednak długo. Rankiem 2 sierpnia klasztor został ostrzelany przez niemieckie działka przeciwlotnicze z pobliskiego Pola Mokotowskiego. Ostrzał nie przyniósł żadnych ofiar, lecz wkrótce do Domu Pisarzy wtargnął ok. 20-osobowy oddział SS. Niemcy zarzucili przebywającym w klasztorze ludziom, iż z budynku ostrzeliwano niemieckich żołnierzy.  Po pobieżnej rewizji, która nie doprowadziła do znalezienia żadnych dowodów na poparcie tych oskarżeń, Niemcy wyprowadzili z budynku księdza Kosibowicza, pod pozorem udzielenia dodatkowych wyjaśnień w dowództwie. Rzekome przesłuchanie było jednak wyłącznie pretekstem do wyciągnięcia księdza superiora z klasztoru. W niewielkiej odległości od Domu Pisarzy zamordowano go strzałem w tył głowy (na Polu Mokotowskim, u zbiegu ulic św. Andrzeja Boboli i Rostafińskich).
Wkrótce później w piwnicach Domu Pisarzy SS-mani zamordowali 16 zakonników oraz 28 osób świeckich. Z masakry ocalało jedynie czternaście osób.
W 1945 ciało księdza Kosibowicza ekshumowano i wraz ze szczątkami pozostałych ofiar masakry pochowano w klasztorze przy ulicy Rakowieckiej, zakopując trumnę pod posadzką suteryny, w której dokonano mordu. Pomieszczenie to zamieniono następnie na kaplicę.